# Хоенштајн (Виртемберг)
Хоенштајн (њем. Hohenstein) општина је у њемачкој савезној држави Баден-Виртемберг. Једно је од 26 општинских средишта округа Ројтлинген. Према процјени из 2010. у општини је живјело 3.730 становника. Посједује регионалну шифру (AGS) 8415090.

## Географски и демографски подаци
Хоенштајн се налази у савезној држави Баден-Виртемберг у округу Ројтлинген. Општина се налази на надморској висини од 741 метра. Површина општине износи 61,7 km². У самом мјесту је, према процјени из 2010. године, живјело 3.730 становника. Просјечна густина становништва износи 60 становника/km².